# After (romanzo)
After è il primo libro dell'omonima serie della scrittrice Anna Todd. Nel 2019, dal romanzo è stato tratto il film omonimo che è uscito nelle sale italiane l'11 aprile 2019, distribuito dalla 01 Distribution, e negli Stati Uniti il 12 aprile 2019.

## Trama
Theresa Young, soprannominata Tessa, è una diciottenne acqua e sapone con una media perfetta, educata e con la mania di tenere tutto sotto controllo. È fidanzata con Noah, ragazzo che conosce da quando aveva 7 anni, di un anno più piccolo di lei. La sua vita subisce un cambiamento radicale durante il college presso la Washington Central University. Tessa infatti si imbatte in Steph, la sua eccentrica compagna di stanza dai capelli rosso fuoco e piena di tatuaggi (che si potrebbe dire essere proprio il contrario della protagonista). Durante una festa, Steph presenta Tessa alla sua cerchia di amici composta da Zed, Tristan, Molly e infine Hardin Scott, un affascinante ventenne inglese colmo di tatuaggi, presuntuoso e pieno di sè. Inizialmente tra Tessa e Hardin non scorre buon sangue, date le troppe differenze caratteriali, ma alla fine tutto muta in una storia d'amore particolare che nessuno dei due si sarebbe mai aspettato di vivere, che porterà a galla segreti e bugie che sarebbe stato meglio non fossero emerse. 

## Personaggi
Theresa "Tessa" YoungFiglia di una madre ossessiva e di un padre alcolista. Diciottenne, è la protagonista. All'inizio della storia è fidanzata con Noah da due anni, ma i due si lasciano dopo che lui ha scoperto che Tessa l'ha tradito con Hardin.
Hardin ScottFiglio di Ken e Trish. I suoi genitori divorziarono quando aveva soli dieci anni. Ha vissuto a Londra fino ai diciotto anni, a seguito si è trasferito negli Stati Uniti per frequentare il college e stare più vicino al padre. La sua relazione con Tessa nasce come un gioco, a seguito si innamorerá della ragazza.
Steph JonesAmica di Hardin, compagna di stanza di Tessa al college.
TristanRagazzo di Steph Jones.
Molly SamuelsAmica di Hardin e Steph. Ha avuto una frequentazione con Hardin in passato che la porterà ad essere rivale di Tessa.
Landon GibsonFiglio di Karen, seconda moglie del padre di Hardin con cui non stringe un forte legame. Diventa il migliore amico di Tessa.
DakotaÈ la fidanzata di Landon Gibson. :Karen
Madre di Landon e seconda moglie di Ken, padre biologico di Hardin.
Ken ScottPadre di Hardin. Ricopre il ruolo di rettore. :
Christian VanceAmico di Ken e di Hardin. Tessa comincerà a svolgere uno stage nella sua casa editrice, la Vance.
Kimberly BarneyFidanzata e sposa di Christian Vance, oltre che sua segretaria presso la casa editrice. È molto amica di Tessa.
NateAmico di Hardin.
LoganAmico di Hardin.
Zed Evansamico di Hardin e di Tessa
Noah PorterÈ il ragazzo di Tessa all'inizio della storia con cui ha avuto una relazione "combinata" sin da piccoli.
JaceAmico di Hardin.